# Francine Maisler

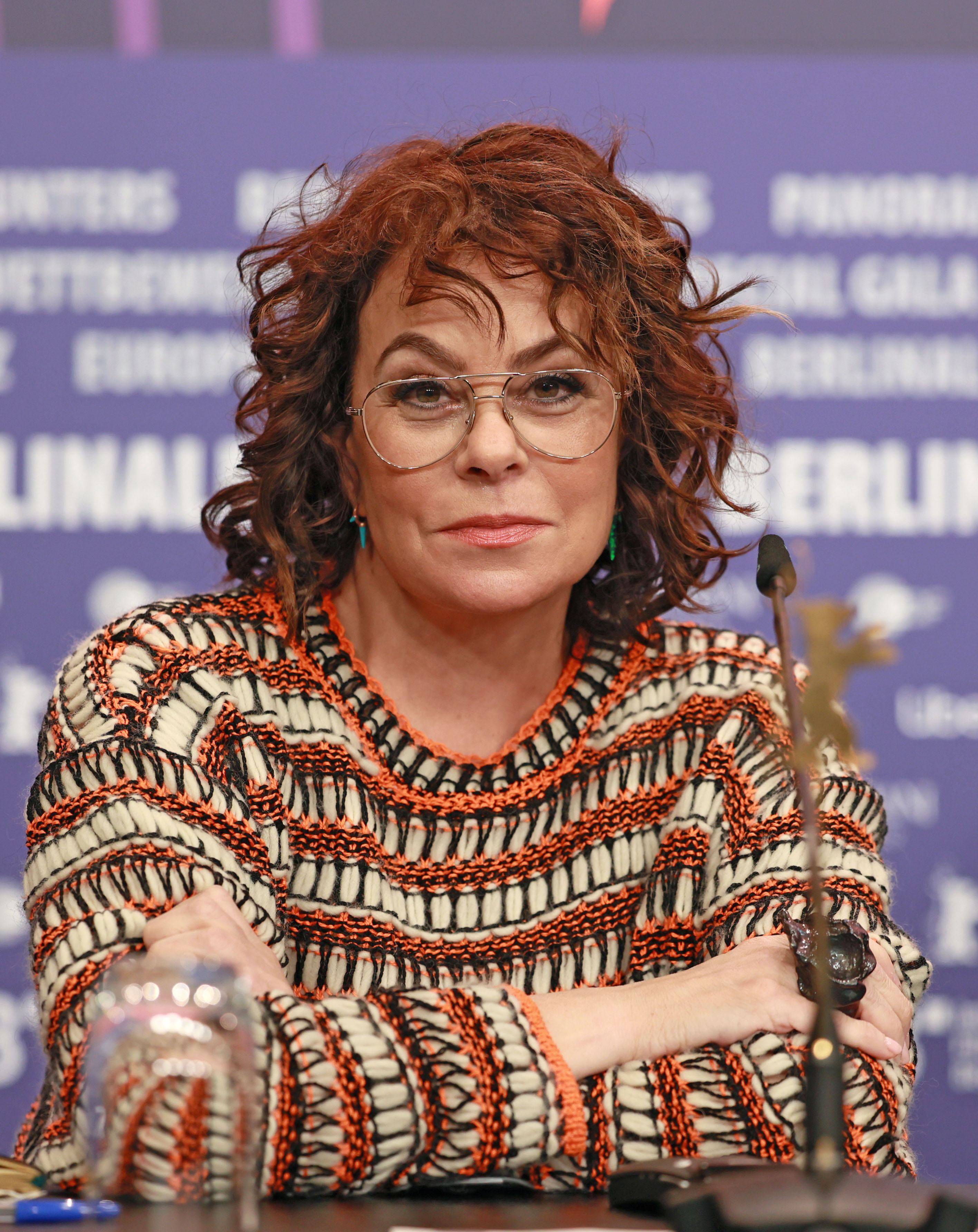
Francine Maisler (2023)

Francine Maisler ist eine US-amerikanische Casting-Direktorin. Sie arbeitete in ihrer Karriere mit Regisseuren wie Denis Villeneuve, Terrence Malick, Aaron Sorkin, Steven Soderbergh und Alejandro González Iñárritu zusammen und wurde mit fünfzehn Artios Awards der Casting Society of America ausgezeichnet.

## Leben
Die New Yorkerin Francine Maisler begann ihre Karriere bei der Gewerkschaft Actors Equity, bevor sie ins Casting wechselte und eine Casting-Agentur gründete.
Sie arbeitete mit Denis Villeneuve für Dune, Dune: Part Two, Arrival und Sicario zusammen, mit Terrence Malick für The Tree of Life und Knight of Cups und mit Alejandro González Iñárritu für The Revenant und Birdman oder (Die unverhoffte Macht der Ahnungslosigkeit). Zu den neueren Filmen, bei denen Maisler das Casting übernahm, gehören Challengers – Rivalen, Civil War, Mickey 17, The Lost Bus, Springsteen – Deliver Me from Nowhere und Blood & Sinners.
Maisler wurde mit fünfzehn Artios Awards der Casting Society of America ausgezeichnet, darunter  für Marriage Story im Jahr 2020 und  Don't Look Up im Jahr 2021. Zudem erhielt sie über fünfzig Nominierungen. Außerdem wurde sie mit zwei Robert Altman Awards der Independent Spirit Awards ausgezeichnet.
Zu Maislers Entdeckungen gehören Shannyn Sossamon, Miles Caton, Jeremy Strong und Sarah Snook.
Zu der ab 2026 im Rahmen der Oscars geplanten Berücksichtigung von Casting-Direktoren erklärte Maisler: „Nun, wie ich immer sage: Alles braucht seine Zeit. Es war an der Zeit, dass wir Anerkennung finden. In die Produktion eines Films fließt vieles ein, und man hört Regisseure immer sagen, dass das Casting 90 Prozent dessen ausmacht, was einen guten Film ausmacht.“

## Filmografie
- 1992: Das Gift des Zweifels (Cruel Doubt)
- 1995: Buffalo Girls
- 2001: Ritter aus Leidenschaft (A Knight’s Tale)
- 2004: Spanglish (auch als Produzentin)
- 2010: Woher weißt du, dass es Liebe ist (How Do You Know?, auch als Produzentin)
- 2011: The Tree of Life
- 2014: The Big Short
- 2014: Birdman oder (Die unverhoffte Macht der Ahnungslosigkeit) (Birdman or (The Unexpected Virtue of Ignorance))
- 2015: The Revenant – Der Rückkehrer (The Revenant)
- 2019: The King
- 2020: The Trial of the Chicago 7
- 2021: Dune
- 2023: Close to You (auch als Produzentin)
- 2023: The Bikeriders
- 2023: Are You There God? It’s Me, Margaret.
- 2024: Dune: Part Two
- 2025: Blood & Sinners

## Auszeichnungen
British Academy Film Award
- 2020: Nominierung für das Beste Casting (Marriage Story)
- 2022: Nominierung für das Beste Casting (Dune)

Independent Spirit Award
- 2014: Auszeichnung mit dem Robert Altman Award (Mud - Kein Ausweg)
- 2020: Auszeichnung mit dem Robert Altman Award (Marriage Story)